# 彭玉琳
彭玉琳（？—1386年），明朝初年，福建将乐僧人。洪武十五年（1386年）五月，行脚至新淦，以白莲教聚众反明，自称晋王，年号天定，知县率兵捕获，送至京师南京处斩。